# Dendrobium compactum
Dendrobium compactum är en orkideart som beskrevs av Robert Allen Rolfe och W.Hackett. Dendrobium compactum ingår i släktet Dendrobium, och familjen orkidéer. Inga underarter finns listade i Catalogue of Life.